# Trigonoptila latimarginaria
Trigonoptila latimarginaria là một loài bướm đêm trong họ Geometridae.